# Faed Arsène
Faed Arsène (ur. 21 czerwca 1985 w Mahajandze) – madagaskarski piłkarz występujący na pozycji napastnika.

## Kariera klubowa
Arsène karierę rozpoczynał w 2004 roku we francuskim zespole CS Avion z CFA. Spędził tam rok. Następnie przez 2 lata występował w rezerwach RC Lens, także grających w czwartej lidze. W 2007 roku przeszedł do CS Louhans-Cuiseaux z Championnat National. Po 2 latach spędzonych w tym klubie, odszedł jednak do czwartoligowego USL Dunkerque, w którym grał przez rok.
W 2010 roku Arsène trafił do belgijskiego trzecioligowca, ROC Charleroi-Marchienne. Przez rok rozegrał tam 27 spotkań i zdobył 16 bramek. W 2011 roku przeniósł się do Royalu Mouscron-Péruwelz, również grającego w trzeciej lidze.

## Kariera reprezentacyjna
W reprezentacji Madagaskaru Arsène zadebiutował w 2010 roku.